# Rubén Correa
Rubén Correa (25 luglio 1941) è un ex calciatore peruviano, di ruolo portiere.

## Carriera
Fece parte della Nazionale di calcio del Perù che partecipò al campionato del mondo 1970.